# Archiva Vol. 1
Archiva Vol. 1 es el segundo álbum recopilatorio de la banda británica de rock progresivo Asia y fue publicado en 1996. Este álbum es la primera parte de una colección de canciones inéditas.
Asia había terminado de grabar con éxito el álbum Arena en 1995, pero cuando regresaron a su estudio en 1996, ellos encontraron una pipa reventada, la cual daño y arruinó toneladas de equipo. Pese a ese incidente se lograron encontrar algunos temas inéditos que sobrevivieron al accidente y fueron considerados rápidamente para incluirlos en un nuevo álbum de la banda.

## Lista de canciones
| Side one |                           |                             |          |  |
| N.º      | Título                    | Escritor(es)                | Duración |  |
| 1.       | «Heart of Gold»           | Geoff Downes / John Payne   | 4:46     |  |
| 2.       | «Tears»                   | Downes / Johnny Warman      | 4:58     |  |
| 3.       | «Fight Against the Tide»  | Downes / Payne              | 5:30     |  |
| 4.       | «We Fall Apart»           | Downes / Payne              | 4:57     |  |
| 5.       | «The Mariner's Dream»     | John Payne                  | 1:27     |  |
| 6.       | «Boys From Diamond City»  | Downes / Payne              | 5:43     |  |
| 7.       | «A.L.O.»                  | Payne / Andy Nye            | 3:40     |  |
| 8.       | «Reality»                 | Downes / Payne              | 4:29     |  |
| 9.       | «I Can't Wait a Lifetime» | Payne / Nye                 | 3:34     |  |
| 10.      | «Dusty Road»              | Downes / Max Bacon          | 4:30     |  |
| 11.      | «I Believe»               | Payne / Nye                 | 3:42     |  |
| 12.      | «Ginger»                  | Downes / Payne / Steve Howe | 2:03     |  |

## Formación
- John Payne — voz principal, bajo y guitarra (en las canciones 3, 4, 5, 7, 9 y 11)[2]
- Geoff Downes — teclado y programador
- Steve Howe — guitarra (en la canción 12)[2]
- Al Pitrelli — guitarra (en las canciones 1 y 8)[3]
- Scott Gorham — guitarra (en la canción 6)[3]
- Adrian Dessent — guitarra (en la canción 10)[3]
- Anthony Glynne — guitarra (en la canción 1)[2]
- Andy Nye — teclados adicionales y programador
- Nigel Glockler — batería
- Michael Sturgis — batería